# Burgruine Eschenlohe
Die Burgruine Eschenlohe (auch Schloss Ulten; italienisch Castel d’Ultimo) ist die Ruine einer Höhenburg. Sie befindet sich im Südtiroler Ultental auf dem Gemeindegebiet von St. Pankraz.

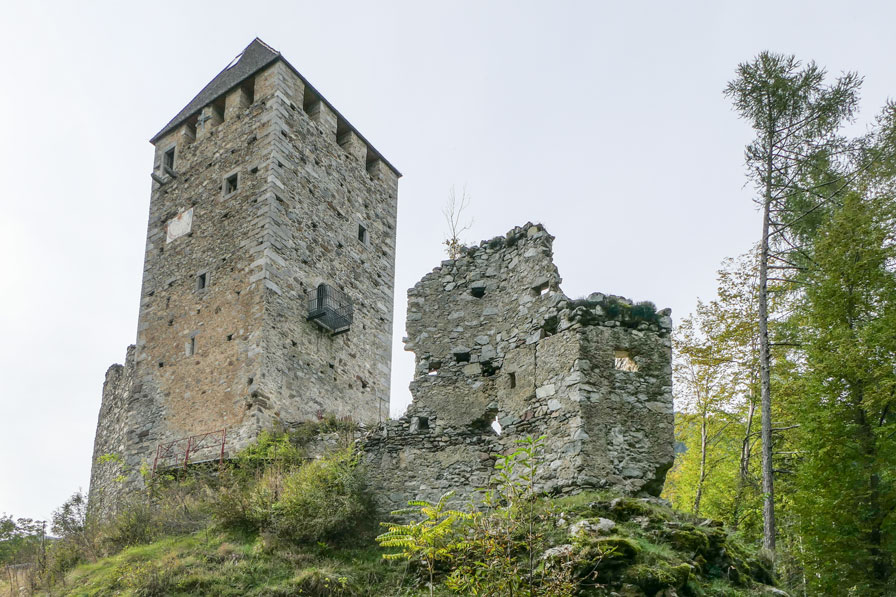
Gesamtansicht

## Geschichte
Die Burg, einst Sitz des Gerichts bzw. der Herrschaft Ulten, wurde 1164 erstmals als Schloss Ulten erwähnt. Die Erbauer der Burg, an einem strategisch günstigen Standort waren die Grafen von Ulten, eine Nebenlinie der Grafen von Eppan. Zunächst ein Lehen der Bischöfe von Trient kam die Burg Anfang des 14. Jahrhunderts an die Grafen von Tirol, die es den Grafen von Eschenlohe zum Lehen gaben. Der Familie verdankt die Burg ihren heute gebräuchlichen Namen. 1326 belehnte der Tiroler Landesfürsten Heinrich von Eschenloch, Graf von Ulten mit Burg und Gericht von Ulten, welcher Pfandbesitz Markgraf Ludwig V. der Brandenburger 1342 bestätigte. Die Tochter von Heinrich, Anna Gräfin von Ulten heiratete um 1350 Konrad von Annenberg. Letztere Familie gilt als Stifter der Pfarrkirche St. Pankraz. Ab dem 15. Jahrhundert war Eschenlohe für mehrere Jahrhunderte im Besitz der Grafen von Trapp, die die Burg instand setzten. Im 16. Jahrhundert begann der Verfall der Anlage. 1913 erhielt der Bergfried ein neues Dach. Am 17. Oktober 1988 erfolgte die Unterschutzstellung von Seiten des Südtiroler Landesdenkmalamtes. Heute ist die Burg Eigentum der Familie Schinzel aus Zürich.

## Beschreibung
Relativ gut erhalten hat sich der mächtige Bergfried, daneben bestehen noch Reste der Ringmauer, des Zwingers und des Palas.